# جامعة توركو
جامعة توركو (بالفنلندية: Turun yliopisto) تقع في مدينة توركو جنوب غرب فنلندا، هي ثاني أكبر جامعات البلاد بمقياس التحاق الطلاب، بعد جامعة هلسنكي. تأسست في عام 1920 وكذلك لديها كليات في مدن راوما وبوري وسالو. والجامعة عضو في مجموعة قلمرية.

## التاريخ

### أكاديمية توركو الملكية
كانت أول جامعة تتأسس في توركو هي أكاديمية توركو الملكية سنة 1640، والتي نقلت إلى العاصمة الجديدة هلسنكي، بعد حريق توركو في سنة 1827.
بدأ ثلاثة فنلنديين مشاهير دراستهم في توركو عام 1822. وكان هؤلاء هم يوهان فيلهلم سنلمان وإلياس لونروت ويوهان لودفيغ رونيبيرغ الذين لهم تماثيل على تلة الجامعة. تذكار آخر من الأكاديمية الملكية هو دار الأكاديمي القديمة بالقرب من حرم الجامعة.

## وصلات خارجية
- الموقع الرسمي (بالفنلندية) (بالإنجليزية)